# Bizse János
Bizse János  (Pécs, 1920. április 29. – Pécs, 1981. szeptember 1.) festő, rajzpedagógus. Felesége Bizse Jánosné Zs. Kovács Diana textiltervező iparművész

## Szakmai életútja
1938-ban a pécsi Nagy Lajos Gimnáziumban érettségizett. 1944-ben végzett Budapesten, a Magyar Képzőművészeti Főiskolán. Tanára Aba-Novák Vilmos volt. Pécsen élt, első kiállítása 1947-ben volt, ettől kezdve több egyéni kiállítást is tartott (1953 és 1961) Kiállításait a pécsi Janus Pannonius Múzeumban tartotta.
Festészeti tanulmányait folyamatosan végezte, járt tanulmányúton a Szovjetunióban, Bulgáriában, Franciaországban, Olaszországban és Jugoszláviában is.
1960-tól a pécsi Művészeti Gimnázium (ma: Pécsi Művészeti Szakközépiskola) tanára volt. Gyűjteményes kiállítása első alkalommal 1971-ben volt, Pécsen, a Janus Pannonius Múzeumban, ugyanebben az évben a jugoszláviai Vinkovciban is gyűjteményes tárlata volt. A Pécsi Grafikai Műhelyt 1972-ben ő alapította meg.
Több középület falát murális művei díszítik: sgrafitto (Tab, Kultúrház), mozaik (Pécs-Újmecsekalja, munkásszálló), falikép (Pécs, Köztársaság téri Óvoda).
Alkotásainak legfőbb motívumai a természet, a táj, az ember, az üzem, melyek organikus egységet képeznek változatos elemekkel kombinálva. Képei a Baranya megyei múzeumok tulajdonában vannak, de aukciókon is előfordulnak.

## Néhány munkája
- Komló Archiválva 2007. szeptember 27-i dátummal a Wayback Machine-ben
- Kék, fekete Archiválva 2007. szeptember 27-i dátummal a Wayback Machine-ben
- Pécsi utcakép Archiválva 2007. szeptember 27-i dátummal a Wayback Machine-ben
- Színes városfalak I. Archiválva 2007. szeptember 27-i dátummal a Wayback Machine-ben
- Színes városfalak II. Archiválva 2007. szeptember 27-i dátummal a Wayback Machine-ben
- Táncszvit Archiválva 2007. szeptember 27-i dátummal a Wayback Machine-ben
- Mozaikterv_1963